# Prix Francœur
Pour les articles homonymes, voir Francoeur.
Le prix Francœur est un prix de mathématique décerné par l'Institut de France, l'Académie des sciences et la Fondation Francœur à des auteurs d'ouvrages utiles au progrès des mathématiques pures et appliquées.
Il est donné par priorité aux jeunes chercheurs ou aux géomètres non encore établis. Il est créé en 1882 et  abandonné après 1992. Il porte le nom du mathématicien français Louis-Benjamin Francœur (1773-1849).

## Lauréats
Les 51 lauréats du prix (1882-1992) sont :
- 1882-1888 : Émile Barbier
- 1889-1890 : Maximilien Marie
- 1891-1892 : Augustin Mouchot
- 1893 : Guy Robin
- 1894 : Jean Collet
- 1895 : Jules Andrade
- 1896 : Alphonse Valson
- 1897 : Guy Robin
- 1898 : Aimé Vaschy
- 1899 : Paul Le Cordier
- 1900 : Edmond Maillet
- 1901 : Léonce Laugel
- 1902-1904 : Émile Lemoine
- 1905 : Xavier Stouff
- 1906-1912 : Émile Lemoine
- 1913-1914 : Auguste Claude
- 1915 : Joseph Marty
- 1916 : René Gateaux (posthume)
- 1917 : Henri Villat
- 1918 : Paul Montel
- 1919 : Georges Giraud[2]
- 1920-1921 : René Baire
- 1922 : Louis Antoine
- 1923 : Gaston Bertrand
- 1924 : Ernest Malo
- 1925 : Georges Valiron
- 1926 : Gaston Julia
- 1927 : Georges Cerf
- 1928 : Szolem Mandelbrojt
- 1929 : Paul Noaillon
- 1930 : Eugène Fabry
- 1931 : Jacques Herbrand
- 1932 : Henri Milloux
- 1933 : Paul Mentre
- 1934 : Jean Favard
- 1935 : André Weil
- 1936 : Claude Chevalley
- 1937 : Jean Leray
- 1938 : Jean Dieudonné
- 1939 : Marcel Brelot
- 1940 : Charles Ehresmann
- 1941 : Paul Vincensini
- 1942 : Paul Dubreil
- 1943 : René de Possel
- 1944 : Pas de récompense
- 1945 : Pas de récompense
- 1946 : Laurent Schwartz
- 1952 : Pas de récompense
- 1957 : Jean-Pierre Serre
- 1962 : Jean-Louis Koszul
- 1967 : Jacques Neveu
- 1972 : Pierre Gabriel
- 1977 : Jean-Claude Tougeron
- 1982 : François Laudenbach
- 1987 : Jean-Louis Loday
- 1992 : Georges Skandalis